# Khalil Ahmad
Khalil Ahmad (Anaheim, 24 december 1996) is een Amerikaans basketballer.

## Carrière
Ahmad speelde collegebasketbal voor de Cal State Fullerton Titans van 2015 tot 2019. Hij werd niet gekozen in de NBA draft van 2019 maar speelde wel in de Drew Summer League. Hij tekende daarop voor Keflavík uit IJsland en speelde er een seizoen. Hij speelde het seizoen 2020/21 bij het Marokkaanse IRT Tanger. In 2021 tekende hij in de Deense competitie voor Horsens IC en speelde er een seizoen. Hij speelde in de zomer van 2022 voor het Canadese Niagara River Lions en werd CEBL Player of the Year. Hij tekende daarna voor Hapoel Be'er Sheva BC uit Israël en speelde er een seizoen. Tijdens de zomer van 2023 opnieuw voor het Canadese Niagara River Lions.
In 2023 tekende hij bij de Belgische landskampioen BC Oostende. Tijdens de zomer van 2024 keerde hij opnieuw terug naar de Niagara River Lions. Voor het seizoen 2024/25 tekende hij bij de Italiaanse tweedeklasser Victoria Libertas Pesaro.

## Erelijst
- CEBL Player of the Year: 2022
- CEBL Defensive Player of the year: 2023
- CEBL Clutch Player of the Year: 2022, 2023
- All-CEBL First Team: 2022, 2023
- BNXT Supercup: 2023
- Belgisch landskampioen: 2024
- BNXT League-kampioen: 2024